# Aquabacterium citratiphilum
Aquabacterium citratiphilum es unas especie de  bacteria gramnegativa del género Aquabacterium. Fue descrita en el año 1999. Su etimología hace referencia a amante de citrato. Es aerobia y móvil por flagelo polar. Tiene un tamaño de 0,5 μm de ancho por 2-4 μm de largo. Forma colonias blanquecinas y lisas en agar R2A tras 10 días de incubación a 20 °C. Temperatura de crecimiento entre 10-36 °C. Se ha aislado de agua potable doméstica. 